# جیمز الکساندر گوردون
جیمز الکساندر گوردون (انگلیسی: James Gordon؛ ۶ اکتبر ۱۷۸۲ – ۸ ژانویهٔ ۱۸۶۹) افسر نیروی دریایی پادشاهی بریتانیا بود. او به عنوان داوطلب، در نبرد گروا، در نبرد اول باشکوه ژوئن و در نبرد کیپ سنت وینسنت در طول جنگ‌های انقلاب فرانسه جنگید و سپس، به عنوان یک ناوچه‌چی، تحت فرماندهی دریاسالار سر هوراتیو نلسون در نبرد نیل خدمت کرد.
گوردون فرمانده ناوچه ۲۸ توپه اچ‌ام‌اس مرکوری شد که در طول جنگ‌های ناپلئونی در یک نبرد سخت بین سه کشتی بریتانیایی و نیروهای ترکیبی یک کاروان اسپانیایی، ۲۰ قایق توپدار و توپخانه زمینی در نزدیکی شهر روتا شرکت داشت. او بعداً کاپیتان ناوچه ۳۸ توپه اچ‌ام‌اس اکتیو شد که یکی از چهار کشتی بود که یک اسکادران بسیار بزرگتر فرانسوی را در اولین نبرد لیسا شکست داد و یکی از سه کشتی بود که متعاقباً سه ناوچه قدرتمندتر فرانسوی را در نزدیکی پالاگروژا شکست داد.
گوردون همچنین در جنگ ۱۸۱۲ حضور داشت و رهبری حمله موفقیت‌آمیز به اسکندریه با کشتی پوتوماک و شرکت در حمله کمتر موفق به فورت مک‌هنری و نبرد بالتیمور را بر عهده داشت. او بعدها به عنوان فرماندار بیمارستان گرینویچ منصوب شد.